# Colonia 12 de Diciembre
Colonia 12 de Diciembre är en ort i Mexiko.   Den ligger i kommunen Cuautla och delstaten Morelos, i den sydöstra delen av landet, 60 km söder om huvudstaden Mexico City. Colonia 12 de Diciembre ligger 1 410 meter över havet och antalet invånare är 325.
Terrängen runt Colonia 12 de Diciembre är platt åt sydväst, men åt nordost är den kuperad. Runt Colonia 12 de Diciembre är det tätbefolkat, med 613 invånare per kvadratkilometer. Närmaste större samhälle är Cuautla Morelos, 7,1 km söder om Colonia 12 de Diciembre. Omgivningarna runt Colonia 12 de Diciembre är en mosaik av jordbruksmark och naturlig växtlighet.